# Маращанка
Маращанка (укр. Маращанка) — село в Бусской городской общине Золочевского района Львовской области Украины.
Население по переписи 2001 года составляло 17 человек. Занимает площадь 0,356 км². Почтовый индекс — 80510. Телефонный код — 3264.